# Esquéhéries
Esquéhéries – miejscowość i gmina we Francji, w regionie Hauts-de-France, w departamencie Aisne.
Według danych na styczeń 2014 roku gminę zamieszkiwały 862 osoby, a gęstość zaludnienia wynosiła 53,2 osób/km².